# Les Heures retrouvées
Pour plus de détails, voir Fiche technique et Distribution.
Les Heures retrouvées (The Keeping Hours) est un film américain réalisé par Karen Moncrieff, sorti en 2017.

## Synopsis
À la suite d'un événement surnaturel, un couple divorcé retrouve leur jeune fils, Jacob, dix ans après sa mort dans un accident de voiture à bord de laquelle ils se trouvaient tous les trois. Les parents se sont accusés mutuellement du drame, ce qui les a conduits à la séparation.
Le petit Jacob est tout à fait normal, sauf que les parents ne peuvent pas le toucher. Le couple reprend, pour un temps, son ancienne vie de famille à trois dans leur maison d'autrefois. Jacob peut même sortir dehors...

## Fiche technique
- Titre : Les Heures retrouvées
- Titre original : The Keeping Hours
- Réalisation : Karen Moncrieff
- Scénario : Rebecca Sonnenshine
- Musique : Adam Gorgoni
- Photographie : Anastas N. Michos (de)
- Montage : Timothy Alverson
- Production : Jason Blum et John Miranda
- Société de production : Blumhouse Productions
- Pays :  États-Unis
- Genre : Drame, fantastique, horreur, thriller
- Durée : 91 minutes
- Dates de sortie : 
  -  États-Unis : 15 juin 2017 (festival du film de Los Angeles), 24 juillet 2018 (Internet)

## Distribution
- Lee Pace (VF : Xavier Fagnon) : Mark
- Carrie Coon (VF : Audrey Sourdive) : Elizabeth
- Sander Thomas : Jacob
- Ray Baker : Lenn
- Amy Smart : Amy
- Julian LaTourelle : Dash
- Ana Ortiz (VF : Olivia Luccioni) : Janice
- Cliff Chamberlain : Smith
- Lylah Raye Acosta : Emma
- Ruby Moncrieff-Karten : Isabelle
- Molly Hagan : Daniels
- Anna Diop : Kate
- Christina Vidal : Gwen
- Jane Daly : la mère d'Elizabeth

## Distinctions
Le film a obtenu le prix du public au Festival du film de Los Angeles